# NGC 5825
NGC 5825 serait une entrée du New General Catalogue qui concerne un corps céleste perdu ou inexistant dans la constellation du Bouvier. Cet objet a été enregistré par l'astronome américain Lewis Swift le 20 juin 1886.
Cependant, selon plusieurs sources NGC 5825 est un doublon de la galaxie NGC 5778.